# Moshe Rosenberg
Moshe Rosenberg (1898-1986) fue el tercer Comandante en Jefe del Irgún Tzvaí Leumí.

## Biografía
Nacido en 1898 en Mariopol, Rusia Imperial, inmigró a Palestina en 1921 y tomó parte en la defensa judía de Jaffa durante los pogromos árabes. Pronto se unió a las filas de la Haganá y tomó un curso de instrucciones en esta organización. En su calidad de miembro del movimiento revisionista, fue uno de los principales fundadores del grupo Irgún a comienzos de la década de 1930 y su Comandante en Jefe en 1937-1938. Murió en Israel en 1986.